# 沖縄ファミリーマート

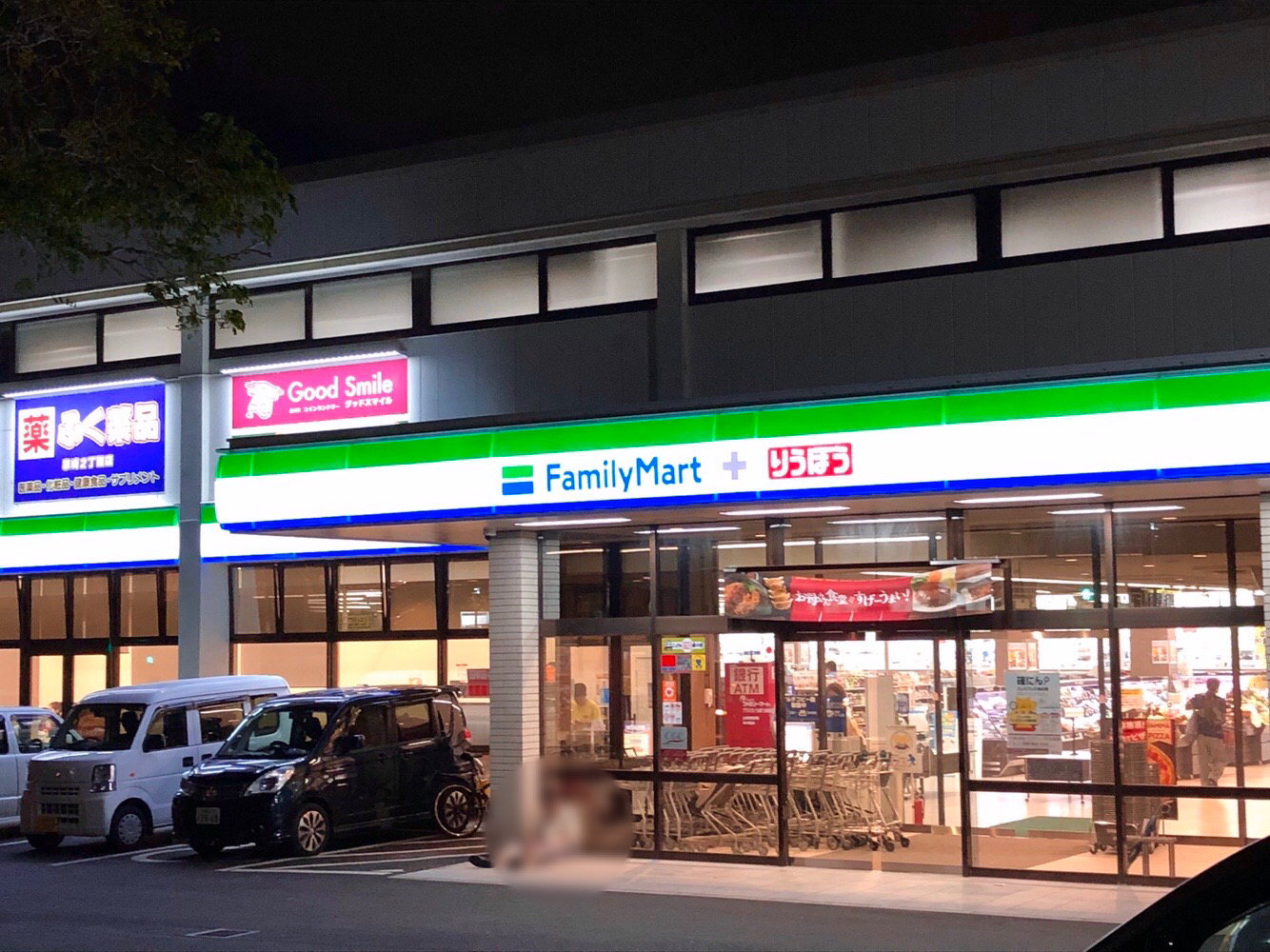
沖縄ファミリーマート+りうぼう泉崎店

株式会社沖縄ファミリーマート（おきなわファミリーマート）は、ファミリーマート（コンビニエンスストアチェーン）の、沖縄県を管轄する県内最大の事業者（エリアフランチャイズ本部）である。

## 概要
沖縄県において、沖縄本島および周辺離島（久米島・伊江島）・先島地区（宮古島・伊良部島・石垣島）を含むほぼ全域に330店以上を出店する（2023年7月現在）。競合の大手コンビニ各社（ローソン沖縄、セブン-イレブン）が県内では沖縄本島または沖縄本島と橋で結ばれている離島への出店にとどまっている中、店舗数・売上高ともに県内では業界シェア1位を誇る。
1987年にセゾングループと協力関係にあったリウボウとファミリーマートの共同出資により設立される。現在はセゾングループとの提携は解消されているが、リウボウ傘下のリウボウストアではファミリーマートのプライベートブランドが展開されたり、リウボウストアと共同で出店したりなど、親会社であるリウボウグループとの連携が図られている。
エリア独自の商品開発に強く、2000年10月には全国のコンビニチェーンで初となる骨付きフライドチキンを発売。そのほか、塩おにぎりや挽きたてコーヒーなども同社が全国展開の先駆けである。また、2017年10月からは注文を受けてから店内の専用オーブンで調理する焼き立てピザを開始し、リニューアルを含めた新店舗での導入を進めている。2007年からは県内の大学生を対象にした"新定番商品の開発"から販売促進までの実践企画「学P 沖縄リーグ」を開始した。

## 歴史

### 設立から県土全域へ
セゾングループ（旧・西武流通グループ）の一員であった西友のCVS事業から独立して発足した株式会社ファミリーマートと、同じくセゾングループと協力関係にあった株式会社リウボウの共同出資によって、1987年10月に沖縄ファミリーマートが設立された。同年12月に1号店となる「国場沖大前店」を那覇市国場に開業した。2014年2月、大手コンビニチェーンとしては初進出となる石垣島への出店を果たす。設立から10年を迎える1997年2月にはチェーン店舗数100店舗を達成した。

### ココストアとの合併
2015年12月、ファミリーマート本部のココストア合併に伴い、県内のココストア店舗も一部を除きファミリーマートへ転換されることとなる。2016年11月末日をもって、宮古島の「宮古砂山店」と「宮古松原南店」が閉店し、日本全国で最後であったココストアの営業が終了した。県内におけるココストアの前身であるホットスパーの流れで複数出店していた石垣島や宮古島の離島域の転換が多かったために、店舗数は既存の258店から300店超へと増大し、競合であるローソン沖縄と店舗数・カバー域において大きくリードすることとなった。なお、旧ココストアで名物であった「焼きたてパン」が、現在も一部の店舗で提供されている。

## 沿革
- 1987年（昭和62年）
  - 10月2日 - 株式会社ファミリーマートと株式会社リウボウの出資により株式会社沖縄ファミリーマート設立。当時の本社は那覇市久茂地。
  - 12月 - 那覇市国場に1号店となる「国場沖大前店」開店[注 3]。
- 1993年（平成5年）4月 - 店舗数50店舗達成。
- 1997年（平成9年）2月 - 店舗数100店舗達成 。
- 1999年（平成11年）5月 - 那覇空港新旅客ターミナルに出店。
- 2000年（平成12年）
  - 4月 - 宮古島に出店。
  - 7月 - 琉球銀行との提携により一部店舗でコンビニATM「イーネット」を提供開始[注 4]。
- 2001年（平成13年）
  - 5月 - 店舗数150店舗達成。
  - 8月 - 伊江島に出店。
- 2002年（平成14年）12月 - 伊良部島に出店。
- 2004年（平成16年）不明 - 一部店舗で電子マネー「Edy」の提供開始[注 5]。
- 2006年（平成18年）10月 - 「沖縄ファミリーマート総合センター」設立、現在地に本社移転。
- 2007年（平成19年）
  - 7月 - 第1回「学P沖縄リーグ2007」を初開催。
  - 10月 - 店舗数200店舗達成。
- 2008年（平成20年）
  - 3月 - JAおきなわとフランチャイズ契約を結ぶ。
  - 6月 - 県内初のJA運営コンビニ、「ファミリーマートJA東風平店」開店。
- 2009年（平成21年）3月5日 - 同社初の病院内への出店、「ファミリーマート那覇市立病院店」開店。
- 2014年（平成26年）
  - 2月19日 - 石垣島への出店を発表[4]。同年10月10日に1号店となる4店舗を同時オープン。
- 2015年（平成27年）12月 - 県内のココストアをファミリーマートブランドへの転換を開始。
- 2016年（平成28年）
  - 4月21日 - 専用の新デザート工場「（株）みなと食品沖縄デザート工場」が稼働。
  - 9月21日 - 県内の店舗数が300店舗を達成[6]。
  - 10月12日 - 久米島に出店。
- 2017年（平成29年）
  - 6月17日 - 『AKB48 49thシングル 選抜総選挙』が開催され、当社の創立30周年記念事業の一環として特別協賛する。
  - 10月 - TVアニメ『妹さえいればいい。』に協力、エンディングにクレジットされる。
- 2019年（平成31年/令和元年）
  - 8月8日 - リウボウストアによるスーパーマーケットとの⼀体型店舗「ファミリーマートプラスりうぼう泉崎店」開店[7]。
  - 11月 - 県内の惣菜店「上間沖縄天ぷら」とコラボし、ホットスナックでの沖縄天ぷらを全店舗で発売。
- 2023年
  - 11月22日 - 同社初の駅構内店舗であるおもろまち駅/S店が開店予定。(この店舗は沖縄ファミリーマートだけでなく、沖縄都市モノレールにおいても初めての駅構内のコンビニ出店である。)

### 注
1. ↑  2013年度の開催から"学ぶプロジェクト"の「ガクP沖縄リーグ」にリニューアル、2015年度からは再度「学P沖縄リーグ」に改称した。
2. ↑  同時期にリウボウは、西友と共同でリウボウ総合開発（現・リウボウストア）を設立するなど、親密な資本関係にあった。
3. 1 2  現在、沖縄大学前にある店舗とは異なる。
4. ↑  2012年7⽉にはうちなーぐち（沖縄方言）での音声対応開始。2016年1月からは沖縄海邦銀行、7月からは沖縄銀行のサービスに対応した。
5. ↑  2005年以降対応店舗を拡大